# Lophodiodon calori
Lophodiodon calori es una especie de peces de la familia Diodontidae en el orden de los Tetraodontiformes.

## Morfología
Pueden llegar alcanzar los 30 cm de longitud total.

## Hábitat
Es un pez de mar y de clima tropical y demersal que vive hasta los 100 m de profundidad.

## Distribución geográfica
Se encuentra en el Índico y el Pacífico.